# Carsten Schmidt (Leichtathlet)
Carsten Schmidt (* 29. Mai 1986 in Berlin) ist ein deutscher Geher.
Er wurde 2003 Fünfter im 10.000-Meter-Bahngehen bei den Jugend-Weltmeisterschaften. Im Jahr darauf belegte er den vierten Platz im Einzel und der Teamwertung beim Weltcup im heimischen Naumburg. 2005 verpasste er jeweils knapp eine Medaille und musste sich mit dem vierten Platz bei den Jugendeuropameisterschaften sowie dem Europacup begnügen. Trotz vieler Verletzungen in den letzten Jahren konnte er 2008 am Weltcup und 2009 am Europacup teilnehmen.
2009 wechselte Carsten Schmidt vom SC Potsdam zum SCC Berlin und schloss sich der Trainingsgruppe von André Höhne unter der Leitung von Peter Selzer an.
Im selben Jahr konnte er einen ersten, zweiten und dritten Platz bei Deutschen Meisterschaften verbuchen, sein erster Deutscher Meistertitel in der Erwachsenenklasse war der Mannschaftstitel über 20 Kilometer zusammen mit André Höhne und Christoph Roschinsky. 2010 gewann er einmal Gold, einmal Silber und zweimal Bronze bei Deutschen Meisterschaften, den Meistertitel gewann er erneut über 20 Kilometer zusammen mit André Höhne und Maik Berger. Zudem gewann er das EAA-Permit-Meeting im englischen Bedford.
Im September des Jahres 2010 konnte er bei seinem Debüt über die 50 Kilometer den Deutschen Meistertitel gewinnen. Diesen Titel verteidigte er in den beiden Folgejahren.
Carsten Schmidt hat bei einer Größe von 1,79 m ein Wettkampfgewicht von 60 kg. Er ist Polizeiobermeister und gehört dem Leistungssportprojekt der Bundespolizei an.

## Bestzeiten
- 50 Kilometer: 3:54:54 h (24. September 2011 in Naumburg)
- 20 Kilometer: 1:22:47 h (9. April 2011 in Podebrady/Tschechien)
- 10.000 Meter: 40:07,3 min (11. Mai 2007 in Jüterbog)
- 5000 Meter (Halle): 19:31,35 min (27. Februar 2011 in Leipzig)